# Emelba
Emelba va ser un carrosser català d'automòbils establert a Arbúcies, la Selva. L'empresa va ser fundada el 1978 i estava especialitzada en la transformació de models SEAT, tot i que també va treballar sobre models d'altres marques com Talbot, Peugeot, Lada, Citroën i Chevrolet. Emelba va desaparèixer el 1986.

## Models

### Seat 127Samba
Primer model fabricat per Emelba sota llicència del carrosser italià Fissore que el fabricava com a Fiat 127 Fissore Scout. Es tracta d'un 127 de tipus platja a l'estil del Citroën Mehari o Renault Rodeo. Es venia per a quatre places, però es podia transformar en una espècie de pick up de dues. Va ser un model prou acceptat, especialment per les cases de lloguer de cotxes de la costa

### Seat 127Elba

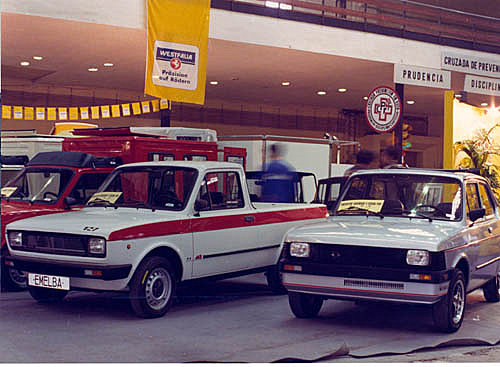
Seat 127 Elba i Pick-up d'exposició.

Presentat al saló Expomóvil de 1980 se suposa que es tracta d'un prototip únic. És una versió refinada del 127, amb para-xocs i graella en plàstic diferents. En la part posterior incorpora els pilots del Seat 131 segona generació. També equipava llandes d'aliatge lleuger, i sostre solar.

### Seat 127Poker

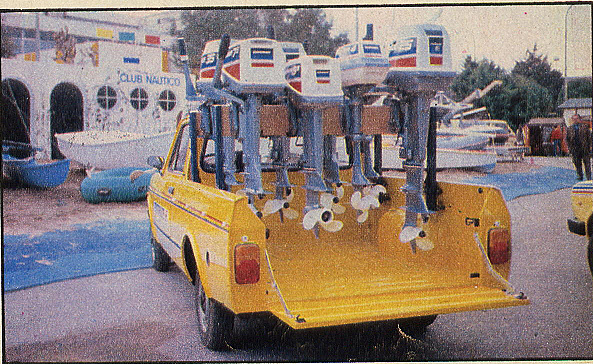
Emelba 127 Póker pick-up adaptat per al transport de motors forabord

Primera furgoneta elaborada per Emelba, presentada el 1980. Incorporava la mecànica de 903cc. Es va vendre en versió tancada, mixta i pick up. La mixta tenia finestrons al darrere i seient per a dues o tres persones. La versió pick up tenia l'opció de cobrir amb una lona la caixa de càrrega. Inicialment la caixa era absolutament quadrada, després es va estilitzar mínimament, però sense perdre volum de càrrega. Al sostre hi tenia una obertura a l'estil de les furgonetes Renault per a carregar objectes llargs.
Emelba també va preparar un curiós kit d'autocaravana sobre la furgoneta Poker. Era totalment desmuntable, amb capacitat per a dues persones i molt complet, amb pica, cuina, etc. Tot en la caixa d'una furgoneta 127. El kit costava 130.000 pessetes de l'època. Es van fer altres kits personalitzats com el que es pot veure a les fotos per a transportar motors forabord, o planxes de surf.

### Emelba Chato

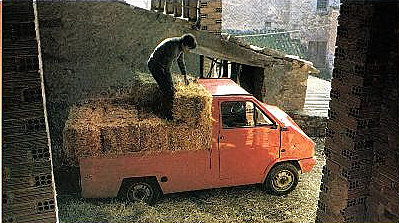
Emelba chato pick up carregant palla.

L'Emelba Chato era una petita furgoneta d'estètica molt peculiar elaborada sobre la base del Seat Panda. Es va presentar a Expomóvil el 1982 i l'any següent va arribar als concessionaris. Comptava amb una porta corredora i va tenir cert èxit, ja que la gamma era prou completa amb versions mixta, oberta, pick up, taxi, ambulància o policia. La versió oberta tenia sis places i també es podien plegar els seients convertint-la en furgoneta. Les vendes del pick up van ser molt reduïdes a causa de l'escassa capacitat i l'estètica. Amb el trencament de Seat amb Fiat es va canviar la graella plana del Panda per la de plàstic del Panda Marbella i va passar a anomenar-se Emelba 903.

#### Emelba 903
La modernització del Chato va tenir lloc el 1985. Es va canviar el bastidor del Panda pel de la Seat Trans, versió furgoneta d'aquest. El doble portó plegable va donar lloc a un d'una sola peça i la doble porta corredora lateral era de sèrie.
La comercialització va ser escassa, ja que al cap de poc Emelba va plegar. Curiosament vint anys després encara va aparèixer una unitat a un desballestador sense estrenar ni matricular.

### Emelba Pandita
Era una versió pick up del Seat Panda presentada en el Saló de Barcelona de 1982. Estèticament era molt semblant al Seat Panda Terra, però en el cas de l'Emelba la part davantera també era descapotable i a la part de darrere es tancava amb el que era la part de sota del portó d'un Panda, mentre que al Panda Terra aquesta funció la cobria la lona que venia des del sostre.
També va existir una versió 4x4 preparada en col·laboració amb Juncosa, capaç de superar pendents del 55%.

### Emelba Elba 5 portes

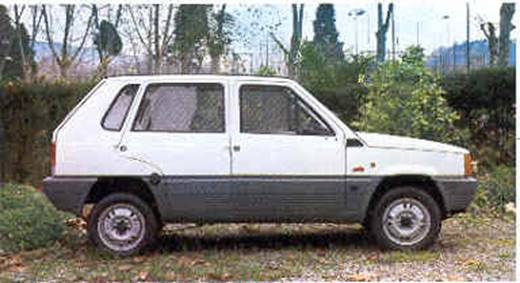
Vista lateral de l'Emelba Elba 5 portes.

Versió de 5 portes del Seat Panda, va ser presentada el 1983, però es dubta que hi hagués més d'un exemplar. Tenia la mateixa longitud que un Panda normal, fins i tot conservava al mateix lloc el forat per a omplir benzina.
Les portes davanteres eren més curtes que les de la versió d'origen. Es tallaven les portes i es recol·locava el pilar central per a muntar les portes de darrere.

### Seat Panda Diesel
Va ser un projecte de 1984, exteriorment no es diferenciava del Seat Panda. S'hi pretenia instal·lar un motor Daihatsu de gasoil.

### Emelba Ritmo Elba
Furgoneta sobre la plataforma del Seat Ritmo amb el motor de gasoil. Es fabricava en versió pick up, furgoneta tancada, oberta i isoterma. Va tenir una bona acceptació en ser una de les primeres furgonetes petites al país amb motor de gasoil, confort de turisme i una bona capacitat de càrrega.

### Emelba Ronda

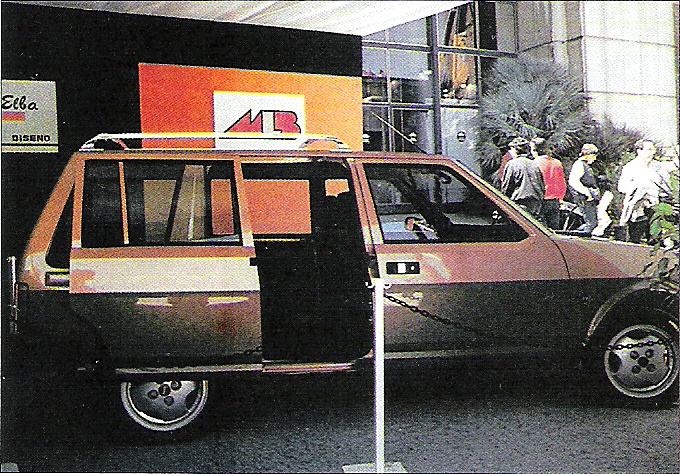
Vista lateral del Emelba Ronda familiar en una exposició.

Va ser l'evolució natural de l'anterior en canviar Seat el Ritmo pel Ronda en acabar la relació amb Fiat. Com l'anterior va tenir unes bones vendes i es va mantenir al catàleg d'Emelba fins a la desaparició de l'empresa. També es va arribar a produir un kit d'autocaravana.
Del Talbot Horizon se'n va fer una furgoneta semblant, comercialitzada a través de la xarxa Talbot, amb la caixa de fibra en comptes de xapa com la del Ronda.
Un altre projecte va ser l'Emelba Ronda Familiar, amb els seients posteriors individuals mòbils i portes posteriors corredores d'obertura elèctrica. Es va quedar en prototip únic.

### Seat Ibiza Pick up
Un dels últims projectes d'Emelba, presentat el 1986, va ser la versió pick up del Seat Ibiza. L'elaboració de la caixa en fibra de vidre permetia majors concessions a l'estètica per la qual cosa se'l considera el pick up més agraciat d'Emelba. Les opcions mecàniques eren les mateixes que les de l'Ibiza de sèrie, amb la suspensió posterior més reforçada.

### Emelba 7
L'Emelba 7 va ser presentat al Saló Expoocio el 1985 amb la denominació LB. Es tractava d'un modern monovolum que feia servir la plataforma del recent Seat Ibiza allargada en 30 cm i la suspensió posterior reforçada. El seu nom es devia al fet que comptava amb 7 places. Incorporava les mecàniques de gasolina i gasoil de l'Ibiza. La versió de benzina consumia menys que la de gasoil, i assolia prop dels 160 km/h.
Els seients posteriors eren desmuntables i plegables per a oferir múltiples configuracions, els davanters eren giratoris. Amb l'objectiu d'alleugerir pes la carrosseria era de fibra, compartint alguns elements exteriors com els fars i la graella davantera de l'Ibiza, així com el parabrís davanter i els pilots posteriors. L'equipament de sèrie era prou complet per a l'època.

## Altres projectes

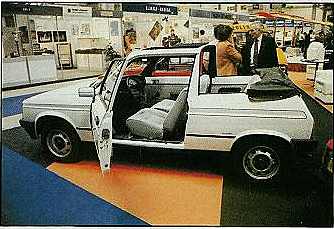
Presentació del Talbot Samba Cabrio Emelba

La tasca creativa d'Emelba va ser destacable. A banda dels models sobre base Seat es van arribar a fer alguns prototips o sèries curtes d'altres models. Cal destacar les versions Cabrio de models com el Peugeot 205, Talbot Samba Cabrio, Opel Corsa, Citroën Visa o Lada Niva.

## Final d'Emelba
Amb el temps Emelba va anar incrementant el seu deute amb Seat per la compra dels xassissos, per la qual cosa Seat va deixar de subministrar-li els components.
Es van arribar a fabricar les primeres 100 unitats de l'Emelba 7, però únicament es van muntar 3 unitats del model definitiu i 4 o 5 prototips. Això va portar l'empresa a una situació límit, ja que havia fet els comptes per a muntar unes 5.000 unitats anuals.
Emelba va buscar altres eixides, com Hyundai o Daihatsu, per a muntar el petit Cuore, però no van quallar.
Un altre intent de salvar l'empresa va ser presentar-se al concurs per a proveir d'un taxi unificat per a la ciutat de Barcelona, que buscava homogeneïtzar la imatge amb un model únic de cara a les Olimpiades de 1992. Es comentava que per les seues excel·lents qualitats l'Emelba 7 seria escollit com a taxi oficial. D'haver guanyat el concurs potser Emelba s'hauria salvat, ja que suposava la venda d'11.000 unitats fins a 1992, però finalment la convocatòria no va seguir endavant.
L'últim recurs va ser negociar amb un grup israelita que aportés capital per a continuar amb la producció de l'Emelba 7, però tampoc es va aconseguir, de manera que l'aventura d'Emelba i el seu fantàstic projecte l'Emelba 7 van desaparèixer per sempre.
Un Emelba 7 va ser sortejat per El Corte Inglés a Barcelona. Se sap que un exemplar d'Emelba 7 sobreviu a Barcelona i se suposa que un altre de color verd o blau al nord d'Espanya.

## Curiositats
- La famosa flota de Seat Trans de Telefònica amb vius colors va ser equipada i pintada per Emelba.
- Emelba va tenir un estudi de disseny anomenat Elba Design on dissenyava els seus models.
- Emelba va estar implicada en el judici entre Fiat i Seat per la creació del Panda Elba de 5 portes.